# Johannes Aavik
Johannes Aavik  (Randvere, Saaremaa szigete, 1880. november 26. – Stockholm, 1973. március 18.)  észt  nyelvtudós és író. A fennoman mozgalom híve, aki az észt nyelv modernizálásában és fejlesztésében jelentős szerepet játszott.

## Élete
Apja Mihkel Aavik (1844–1909), anyja Ann Aavik (1849–1918). Kuressaaréban nőtt fel, 1898 és 1902 között az itteni fiúgimnáziumban végezte tanulmányait.
Aavik a Tartui Egyetemen tanult nyelvészetet 1902–1903-ban, majd a Nyezsini Történelemtudományi és Nyelvészeti Főiskolán tanult történelmet 1903–1905 között. Tagja volt a Ifjú Észtország mozgalomnak, és 1910-ben doktori fokozatot szerzett a Helsinki Egyetemen.
1919-től 1926-ig nyelvtanárként dolgozott, 1912 és 1914 között a Postimees című napilapban is publikált. 1926-tól 1934-ig az észt nyelv lektora volt a Tartui Egyetemen, és tanított egy tartui gimnáziumban. 1933 és 1940 között a tartui egyetem magántanára volt. 1934-től emellett az oktatási minisztérium észt nyelvi referense volt. Ebben az időszakban Nõmme városában élt, amely ma Tallinn egyik kerülete.
1944-ben Észtország szovjet megszállásával száműzetésbe kényszerült, és Svédországba menekült. Stockholmban dolgozott, ahol 1945 és 1952 között az egyetem docense is volt, de fordítóként is dolgozott, valamint nyelvtudományi munkákat is megjelentetett.

## Munkássága
Johannes Aavik azok közé tartozik, akik a mai modern észt nyelvre a legnagyobb befolyást gyakorolták. A nyelvújító mozgalom radikális irányához tartozott. Az észt nyelv megújításán dolgozott elsősorban a magánhangzók, a morfológia és a szintaxis területén. Programját 1912-ben foglalta írásba Tuleviku Eesti-keel (magyarul: A jövő észt nyelve) címmel. Elsősorban a finn nyelvből vett át szavakat. Ezzel nem csak az észt nyelvet modernizált, de a finnugor gyökerekhez is visszatért. A Noor-Eesti (Ifjú Észtország) irodalmi mozgalomban volt aktív. Közeli barátságban volt  Friedebert Tuglas és Gustav Suits észt írókkal.
Mindamellett Aavik finn, francia, angol és orosz nyelvből is fordított elsősorban Aino Kallas, Juhani Aho, Guy de Maupassant, Paul Bourget, Edgar Allan Poe és Ivan Szergejevics Turgenyev műveit.

## Művei
- Eesti kirjakeele täiendamise abinõudest (1905)
- Ruth (elbeszélés, amely J. Randvere írói álnév alatt jelent meg, 1909)
- Keele kaunima kõlavuse poole In: Eesti Kirjandus 1912, S. 451-484
- Eesti rahvusliku suurteose keel (1914)
- Eesti kirjakeelse stiili arenemise järgud In: Noor-Eesti V, Tartu 1915, S. 216-229
- Eesti luule viletsused (1915)
- Keel ja kirjandus In: Sõna, Tartu 1918, S. 72-78.
- Uute sõnade sõnastik (nyelvújítási szótár, 1919)
- Uute ja vähem tuntud sõnade sõnastik (szótár, 1921)
- Puudused uuemas eesti luules (költészet, 1922)
- Keeleuuenduse äärmised võimalused (1924)
- Kuidas suhtuda "Kalevipojale" (1933)
- Eesti õigekeelsuse õpik ja grammatika (Észt nyelvhelyességi tankönyv és nyelvtan) (helyesírás és nyelvtan, 1936)

## Fordítás
- Ez a szócikk részben vagy egészben  a   Johannes Aavik című német Wikipédia-szócikk fordításán alapul.  Az eredeti cikk szerkesztőit annak laptörténete sorolja fel. Ez a jelzés csupán a megfogalmazás eredetét és a szerzői jogokat jelzi, nem szolgál a cikkben szereplő információk forrásmegjelöléseként.